# China Merchants Bank Tower
La 'China Merchants Bank Tower est un gratte-ciel de 249 mètres construit en 2001 à Shenzhen en Chine.